# El primero de nosotros
El primero de nosotros (estilizada como EL PR1MERO DE NOSOTROS) es una serie de comedia dramática argentina producida por Viacom International Studios y emitida por Telefe. La trama gira en torno a un grupo de amigos, que recibe una mala noticia sobre el estado de salud de uno de ellos. Está protagonizada por Benjamín Vicuña, Paola Krum, Luciano Castro, Jorgelina Aruzzi, Damián De Santo y Mercedes Funes. También está coprotagonizada por Adriana Salonia, Nicolás Riera, Sebastián Presta y Noralih Gago. Además cuenta con las participaciones especiales de Rafael Ferro, Carola Reyna y Daniel Fanego.  
El estreno de la tira en un principio iba a ser a mitad del 2021; sin embargo, Telefe decidió postergar la fecha de estreno para el 21 de marzo de 2022. En simultáneo, se estrenó en Paramount+, donde los capítulos de cada semana se estrenaron con anticipación a su emisión en la televisión de aire.
El capítulo final se emitió el 30 de junio del 2022, midiendo 12.6 puntos de rating convirtiéndose en el segundo programa más visto de ese día. La historia se destacó por haber tratado temáticas sociales movilizantes y actuales como la enfermedad terminal por un tumor cerebral, la emancipación de la mujer, la adopción, la homosexualidad, la separación matrimonial y los vínculos familiares y amistosos.

## Sinopsis
La historia se centra en la vida de un grupo de amigos, que atraviesan los 40 años y sufren un gran cambio al enterarse de que uno de ellos, Santiago (Benjamín Vicuña), padece de una enfermedad terminal, tras haber experimentado el primer síntoma en una cena y ser asistido en el hospital. A partir de allí, la noticia deja impactados a todos poniéndolos en cercanía con la muerte, que los moviliza profundamente y los mantiene inquietos.

## Elenco

### Principal
- Benjamín Vicuña como Santiago Luna[9]
- Paola Krum como Jimena Rauch[9]
- Luciano Castro como Nicolás Torres[9]
- Jorgelina Aruzzi como Valeria Perell[9]
- Damián De Santo como Ignacio «Nacho» Reinoso[9]
- Mercedes Funes como Soledad González[9]

### Secundario
- Adriana Salonia como Mariana Herrera[9]
- Nicolás Riera como Cristian García[9]
- Sebastián Presta como Gustavo Sanguinetti[9]
- Noralih Gago como Margarita Litardo[9]

### Invitados especiales
- Daniel Fanego como Ernesto «Ernie» Luna[9]
- Rafael Ferro como Martín Hermida[9]
- Carola Reyna como Karina Pereyra[9]

### Recurrente
- Karina Hernández como Raquel Russo[9]
- Rocío Gómez Wlosko como Uma Luna[9]
- José Giménez Zapiola como Pedro Reinoso
- Federico Pezet como Nahuel Reinoso
- Valentino Casado como Matías Sanguinetti
- Fernanda Metilli como Sofía[10]
- Agustín García Moreno como Agustín

### Participaciones
- Gino Renni como Tano[11]
- Johanna Francella como Zoe[12]
- Benjamín Alfonso como Marcelo Alonso[13]
- Andrea Frigerio como Samantha Koch[14]
- Gastón Ricaud como Harvey[15]
- Alexia Moyano como Carla[16]
- Marita Ballesteros como Adriana[17]
- Sergio Surraco como Javier Soria[18]
- Mercedes Oviedo como Andrea Gentile[19]
- Micaela Wasserman como Lola Hermida
- Candela Saitta como Olivia Hermida
- Lili Popovich como Teresa
- Ana Livingston como Roxy
- Azul Araya como Ana
- Lautaro Romero como Federico
- Jana Juárez como Camila
- Olivia Rivadulla como Melina
- Natalia D'Alena como Ámbar
- Simón Hempe como Jonathan
- Mariela Pizzo como Sara
- Gastón Ares como Sebastián
- Leonardo Murúa como Jaime
- Silvana Sosto como Elizabeth Bernal
- Daniel Gallardo como Ayrton Fernández
- Nicole Luis como Daisy
- Hervé Segata como Luca Castillo
- Ramiro Vayo como Klimovsky
- Silvina Diez como Luciana

## Episodios
| N.º | Título                                 | Fecha de emisión original | Rating (puntos) |
| --- | -------------------------------------- | ------------------------- | --------------- |
| 1   | «Los sospechosos de siempre»           | 21 de marzo de 2022       | 15.6            |
| 2   | «El pacto y las metas»                 | 22 de marzo de 2022       | 15.1            |
| 3   | «La verdad»                            | 23 de marzo de 2022       | 14.6            |
| 4   | «Carpe diem»                           | 24 de marzo de 2022       | 11.4            |
| 5   | «El padre ausente»                     | 28 de marzo de 2022       | 14.5            |
| 6   | «Escucha tu corazón»                   | 29 de marzo de 2022       | 10.9            |
| 7   | «Brindemos»                            | 30 de marzo de 2022       | 13.9            |
| 8   | «La operación»                         | 31 de marzo de 2022       | 13.3            |
| 9   | «Los resultados»                       | 4 de abril de 2022        | 14.2            |
| 10  | «Despedida de soltero»                 | 5 de abril de 2022        | 12.6            |
| 11  | «El karaoke»                           | 6 de abril de 2022        | 12.5            |
| 12  | «Decir sí»                             | 7 de abril de 2022        | 13.2            |
| 13  | «El casamiento»                        | 11 de abril de 2022       | 14.8            |
| 14  | «El componente anímico»                | 12 de abril de 2022       | 11.8            |
| 15  | «Explota todo»                         | 13 de abril de 2022       | 11.3            |
| 16  | «Latidos»                              | 14 de abril de 2022       | 10.6            |
| 17  | «Premoniciones»                        | 18 de abril de 2022       | 13.0            |
| 18  | «A los chicos sí»                      | 19 de abril de 2022       | 13.1            |
| 19  | «La duda»                              | 20 de abril de 2022       | 12.6            |
| 20  | «La confirmación»                      | 21 de abril de 2022       | 12.1            |
| 21  | «Los sentimientos a flor de piel»      | 25 de abril de 2022       | 11.6            |
| 22  | «Pedir demasiado»                      | 26 de abril de 2022       | 9.8             |
| 23  | «Tener un hermanito»                   | 27 de abril de 2022       | 11.3            |
| 24  | «El padre de la criatura»              | 28 de abril de 2022       | 12.0            |
| 25  | «Demasiada presión»                    | 2 de mayo de 2022         | 9.8             |
| 26  | «Volver a estar de pie»                | 3 de mayo de 2022         | 11.8            |
| 27  | «Motivos para celebrar»                | 4 de mayo de 2022         | 11.2            |
| 28  | «Algo empieza a cambiar»               | 5 de mayo de 2022         | 11.9            |
| 29  | «A buen puerto»                        | 9 de mayo de 2022         | 10.8            |
| 30  | «Esta noche, los tres»                 | 10 de mayo de 2022        | 10.4            |
| 31  | «El dolor de la verdad»                | 11 de mayo de 2022        | 9.7             |
| 32  | «En carne viva»                        | 12 de mayo de 2022        | 11.2            |
| 33  | «Más allá del tiempo y el espacio»     | 16 de mayo de 2022        | 10.5            |
| 34  | «Amor de amigas»                       | 17 de mayo de 2022        | 10.6            |
| 35  | «Los dos acompañantes»                 | 18 de mayo de 2022        | 10.9            |
| 36  | «Lo mejor para ella»                   | 19 de mayo de 2022        | 9.9             |
| 37  | «Una mujer muy misteriosa»             | 23 de mayo de 2022        | 10.1            |
| 38  | «Motivos para estar celosa»            | 24 de mayo de 2022        | 9.7             |
| 39  | «Sosteniendo el espíritu»              | 25 de mayo de 2022        | 8.9             |
| 40  | «Partidas»                             | 26 de mayo de 2022        | 8.2             |
| 41  | «Volver al hogar»                      | 30 de mayo de 2022        | 9.1             |
| 42  | «Parejas que se rompen y otras que...» | 31 de mayo de 2022        | 8.8             |
| 43  | «Hacerse cargo»                        | 1 de junio de 2022        | 9.5             |
| 44  | «Visitas»                              | 2 de junio de 2022        | 8.8             |
| 45  | «El esperado encuentro»                | 6 de junio de 2022        | 10.7            |
| 46  | «Ser padres hoy»                       | 7 de junio de 2022        | 9.3             |
| 47  | «Ni un minuto de paz»                  | 8 de junio de 2022        | 10.0            |
| 48  | «Ámbar La Fox»                         | 9 de junio de 2022        | 9.7             |
| 49  | «En familia»                           | 13 de junio de 2022       | 11.0            |
| 50  | «Cartas a Julián»                      | 14 de junio de 2022       | 10.2            |
| 51  | «Muchas sorpresas»                     | 15 de junio de 2022       | 10.1            |
| 52  | «A corazón abierto»                    | 16 de junio de 2022       | 9.8             |
| 53  | «Bromas que no se hacen»               | 20 de junio de 2022       | 8.9             |
| 54  | «Entre la vida y la muerte»            | 21 de junio de 2022       | 10.4            |
| 55  | «Julián»                               | 22 de junio de 2022       | 10.7            |
| 56  | «Fuera de control»                     | 23 de junio de 2022       | 11.0            |
| 57  | «La quiero toda»                       | 27 de junio de 2022       | 11.1            |
| 58  | «Fiestón fiestón»                      | 28 de junio de 2022       | 9.9             |
| 59  | «El primero de nosotros»               | 30 de junio de 2022       | 12.6            |

## Desarrollo

### Producción
A principios de diciembre del 2020, Telefe anunció en una ceremonia en línea vía Zoom la producción de una nueva ficción nacional para el prime time llamada El primero de nosotros. En marzo del 2021, se comunicó que Viacom International Studios sería la otra empresa encargada de producir la ficción con Telefe y que estaría guionada por Ernesto Korovsky y Romina Moretto, teniendo la colaboración de Micaela Libson y Juan Ciuffo. Asimismo, ficharon a Pablo Vásquez y Pablo Ambrosino para dirigir los 60 capítulos bajo la supervisión de Jorge Bechara, quién fue anunciado como el director integral.

#### Promoción
El primer adelanto de la ficción fue lanzado el 20 de diciembre de 2021 donde se muestra a todos los protagonistas juntos en un bar. El 21 de enero de 2022, Telefe empieza a promocionar un segundo adelanto de la tira donde se presenta al personaje de Benjamín Vicuña contando sobre su enfermedad terminal. A lo largo del mes de febrero, se fueron mostrando más promociones que iban revelando sobre los protagonistas de la historia, así como también se confirmó la fecha de estreno para el 21 de marzo de 2022.

### Rodaje
En mayo del 2021, se informó que las grabaciones habían comenzado en Buenos Aires bajo estrictos protocolos de sanidad para prevenir el contagio causado por la pandemia por el COVID-19.

### Casting
En enero del 2021, se confirmó que Luciano Castro, Benjamín Vicuña, Damián De Santo, Paola Krum, Mercedes Funes y Jorgelina Aruzzi serían los 6 protagonistas de la telenovela.

## Recepción

### Audiencia
El primero de nosotros salió al aire tras la emisión de la telenovela turca Fugitiva, que le dejó un piso de rating de 14.8 puntos. Según Kantar IBOPE, a lo largo de la emisión, superó a la competencia directa de eltrece, El hotel de los famosos, marcando picos de casi 16.0 puntos, obteniendo una media de 15.4 puntos de rating —contra 13.6 que marcó su competencia directa—, logrando quedarse con el primer puesto entre los programas más vistos del día lunes.
El último capítulo se emitió el 30 de junio del 2022 por la pantalla de Telefe, marcando 12.6 puntos de rating, con picos de 12.8 puntos. A su vez, se ubicó como el segundo programa más visto del día. En sus 59 emisiones, El primero de nosotros obtuvo un promedio de 11.0 puntos de rating.

### Comentarios de la crítica
Tras su estreno, la tira recibió comentarios positivos por parte de la crítica. Emanuel Respighi de Página/12 describió al primer capítulo como un «un golpe al mentón. Pero no de esos que dejan en la lona y al borde del nocaut a quien lo padece, sino más bien uno que intenta despabilar al que lo recibe». Asimismo, destacó la buena producción de la tira teniendo en cuenta los problemas que la industria viene atravesando desde hace años y que el contexto de la pandemia del COVID-19 empeoró dichos problemas. A su vez, también resaltó la puesta en escena, un elenco "sin cliché" y una trama que sobresale de la «fórmula pasatista que durante años signó a la ficción diaria» y la calificó como una «historia profunda, que escapa a la comedia costumbrista, madura en su génesis, disparador y desarrollo, una ficción que invita a los espectadores a ingresar a una dimensión de la existencia humana con la extraña paradoja de celebrar la vida». Por otro lado, Graciela Guiñazú del diario Clarín describió a la tira como «un dramón de esos que nos hacen un nudo en la garganta», con un elenco sólido y calificó a la trama como «una historia en donde se intuye que el amor, los miedos, el humor, las dudas y la esperanza sostendrán el inevitable desenlace».

### Premios y nominaciones
| Lista de premios y nominaciones | Lista de premios y nominaciones | Lista de premios y nominaciones                   | Lista de premios y nominaciones   | Lista de premios y nominaciones | Lista de premios y nominaciones |
| Año                             | Organización                    | Categoría                                         | Nominado/a(s)                     | Resultado                       | Ref(s)                          |
| ------------------------------- | ------------------------------- | ------------------------------------------------- | --------------------------------- | ------------------------------- | ------------------------------- |
| 2022                            | Produ Awards                    | Mejor telenovela corta                            | El primero de nosotros            | Nominado                        | [ 90 ] [ 91 ]                   |
| 2022                            | Produ Awards                    | Mejor tema musical de superserie o telenovela     | «No te vayas»                     | Nominado                        | [ 90 ] [ 91 ]                   |
| 2022                            | Produ Awards                    | Mejor actriz principal - Superserie y telenovela  | Paola Krum                        | Ganadora                        | [ 90 ] [ 91 ]                   |
| 2022                            | Produ Awards                    | Mejor actor principal - Superserie y telenovela   | Benjamín Vicuña                   | Nominado                        | [ 90 ] [ 91 ]                   |
| 2022                            | Produ Awards                    | Mejor actriz de reparto - Superserie y telenovela | Carola Reyna                      | Nominada                        | [ 90 ] [ 91 ]                   |
| 2022                            | Produ Awards                    | Mejor actor de reparto - Superserie y telenovela  | Daniel Fanego                     | Ganador                         | [ 90 ] [ 91 ]                   |
| 2022                            | Produ Awards                    | Mejor guion - Superserie y telenovela             | Ernesto Korovsky y Romina Moretto | Nominados                       | [ 90 ] [ 91 ]                   |
| 2023                            | Premios Martín Fierro           | Mejor ficción                                     | El primero de nosotros            | Ganadora                        | [ 92 ] [ 93 ]                   |
| 2023                            | Premios Martín Fierro           | Mejor actriz protagonista de ficción              | Jorgelina Aruzzi                  | Nominada                        | [ 92 ] [ 93 ]                   |
| 2023                            | Premios Martín Fierro           | Mejor actriz protagonista de ficción              | Mercedes Funes                    | Ganadora                        | [ 92 ] [ 93 ]                   |
| 2023                            | Premios Martín Fierro           | Mejor actriz protagonista de ficción              | Paola Krum                        | Nominada                        | [ 92 ] [ 93 ]                   |
| 2023                            | Premios Martín Fierro           | Mejor actor protagonista de ficción               | Luciano Castro                    | Nominado                        | [ 92 ] [ 93 ]                   |
| 2023                            | Premios Martín Fierro           | Mejor actor protagonista de ficción               | Damián de Santo                   | Nominado                        | [ 92 ] [ 93 ]                   |
| 2023                            | Premios Martín Fierro           | Mejor actor protagonista de ficción               | Benjamín Vicuña                   | Ganador                         | [ 92 ] [ 93 ]                   |
| 2023                            | Premios Martín Fierro           | Mejor actriz de reparto                           | Carola Reyna                      | Nominada                        | [ 92 ] [ 93 ]                   |
| 2023                            | Premios Martín Fierro           | Mejor actor de reparto                            | Daniel Fanego                     | Ganador                         | [ 92 ] [ 93 ]                   |
| 2023                            | Premios Martín Fierro           | Mejor actor de reparto                            | Sebastián Presta                  | Nominado                        | [ 92 ] [ 93 ]                   |
| 2023                            | Premios Martín Fierro           | Mejor artista revelación                          | Rocío Gómez Wlosko                | Nominada                        | [ 92 ] [ 93 ]                   |
| 2023                            | Premios Martín Fierro           | Mejor autor o guionista                           | Ernesto Korovsky y Romina Moretto | Ganadores                       | [ 92 ] [ 93 ]                   |
| 2023                            | Premios Martín Fierro           | Mejor dirección en ficción                        | Pablo Vásquez y Pablo Ambrosino   | Nominados                       | [ 92 ] [ 93 ]                   |
| 2023                            | Premios Argentores              | Mejor telenovela                                  | El primero de nosotros            | Ganador                         | [ 94 ]                          |

## Adaptaciones internacionales
| País   | Título            | Estreno              | Canal | Ref.   |
| ------ | ----------------- | -------------------- | ----- | ------ |
| Grecia | Ο πρώτος από εμάς | 4 de octubre de 2023 | ANT1  | [ 95 ] |